# 小型卫星

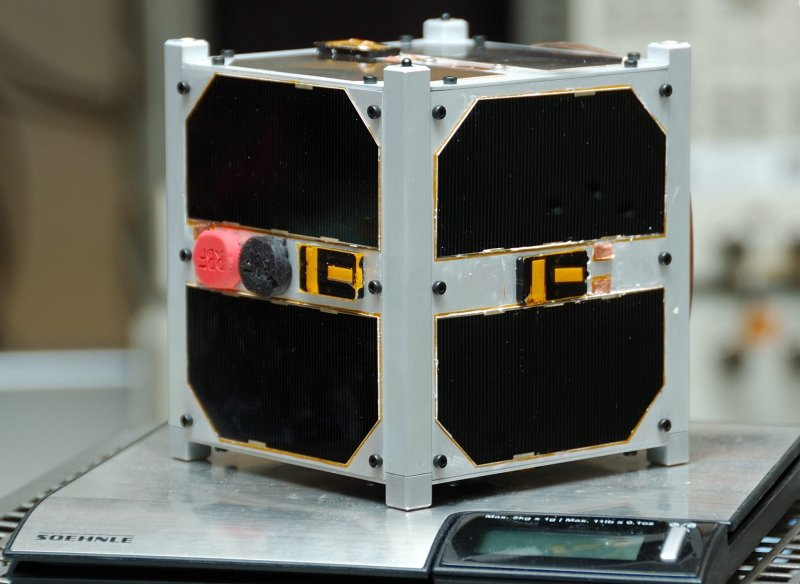
ESTCube-1 1U立方星

小卫星，或小型卫星，是指质量一般小于500公斤的人造卫星。尽管这种卫星可通称“小卫星”，但对这范畴中不同种类的划分通常视其质量而定。

## 诞生原因
| 分类   | 质量（公斤） |
| ------ | ------------ |
| 大卫星 | >1000        |
| 中卫星 | 500至1000    |
| 小卫星 | 100至500     |
| 微卫星 | 10至100      |
| 纳卫星 | 1至10        |
| 皮卫星 | 0.1至1       |
| 飞卫星 | <0.1         |

研发小卫星的一个原因是可以降低成本：卫星越重，火箭所需推力越大，成本越高。相比下，較小和轻的卫星只需較小和便宜的运载火箭，甚至可多次发射。它们也可作为次级负载发射，在较大的运载火箭上用过剩的运力。微型卫星设计更便宜，易于大规模生产。
发展小卫星的另一主因是可做大卫星做不到的任务，如：
- 低数据速率通信的星座
- 用阵列从多个点收集数据
- 对更大卫星的在轨检查
- 大学相关研究

## 历史
近几年在整門卫星发射工业领域中，纳卫星与微卫星的部分发展迅速，这基于西班牙于20世纪90年代开始的对商业与通信卫星的低成本制造的相关研究。并且开发领域从1-50公斤扩展到50-100公斤。
单独来看1-50公斤这级，于2000-2005的年季发射量低于15颗，2006年达到34颗，之后的2007-2011期间的年季发射量低于30颗，2012年增长至34颗，一年后更达92颗。
欧洲咨询公司分析表示计划有超过500颗小型卫星会在2015-2019年发射，市场价值预计在74亿美元。
到2015年中期，越来越多发射行动向小卫星开放。并且以次级载荷的方式发射成为即能提高发射质量又能满足较快发射的需求的发射方式。

## 分类

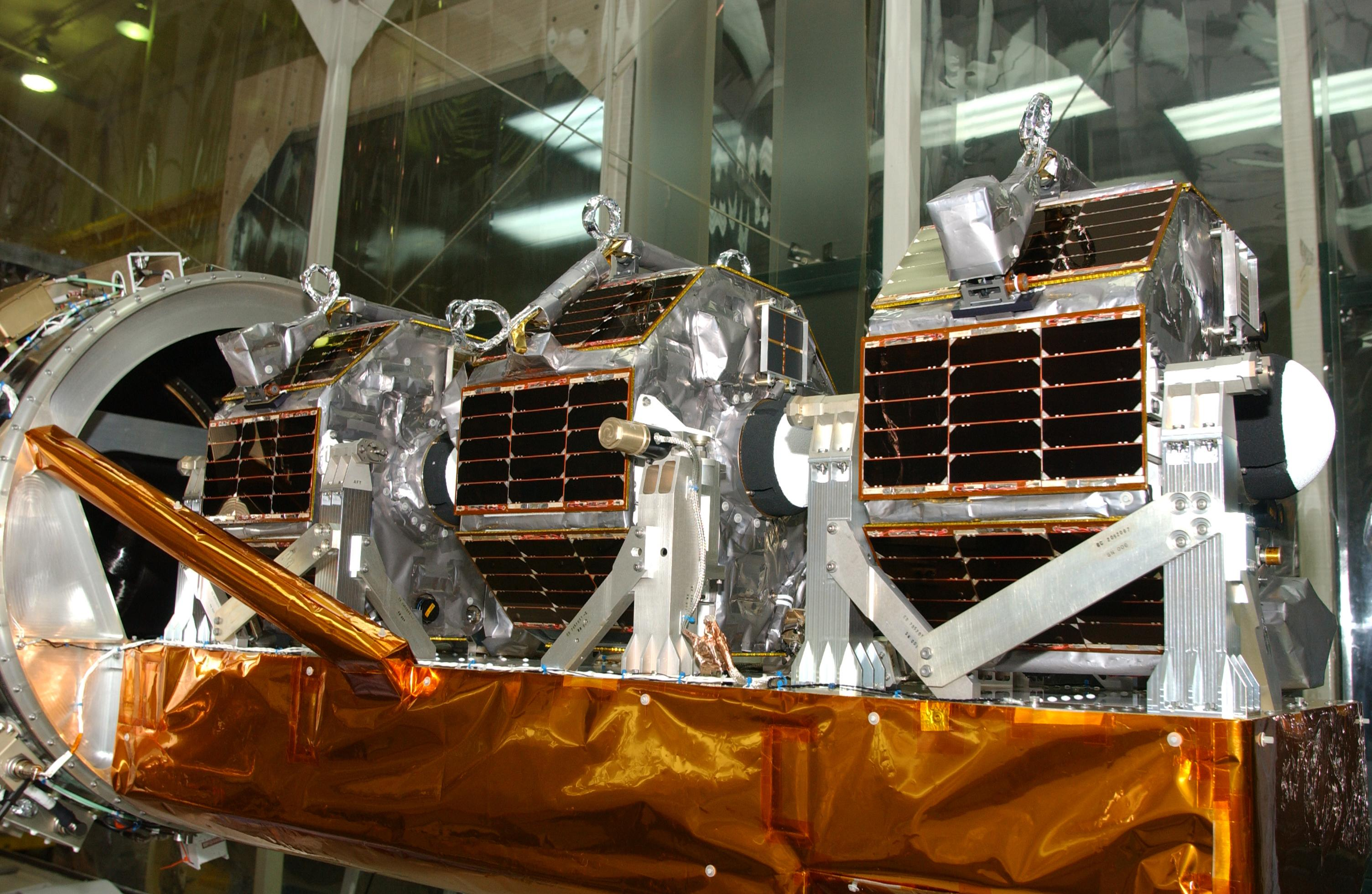
三枚Space Technology 5小卫星

### 小卫星
通常指湿重（包括燃料）100至500公斤的人造卫星，换句话说（but in other usage）是指任何低于500公斤的卫星。
如：Demeter Essaim PARASOL Picard Microscope Taranis Elisa Smese SSOT Smart-1 Spirale。

#### 小型卫星运载火箭
尽管传统的小卫星发射是通过作为大型发射载具的第二有效负载实现的，但近期已有多家企业研发了专门针对小卫星市场的发射载具。尤其是针对第二有效负载模式没有满足（provide specificity required）的那些有着专门轨道与发射时间需求的小型卫星。
这些企业所计划的小卫星发射载具包括：
- Virgin Galactic's LauncherOne（100公斤）
- Firefly Space Systems' Alpha（400公斤）[5]
- Rocket Lab's Electron（150公斤）[6]
- PLD Space（150公斤）[7]

### 微卫星
或称微型卫星，通常指湿重10至100公斤的人造卫星，但并非官方规定。有时那些划分是指一些比它大的卫星，亦或者是比它小的（诸如1-50公斤）。在实际或方案上，有时以微卫星联合运作或同组运作的方式来设计这类型当中的某些卫星。术语上的“小卫星”或称“小型卫星”有时也运用到设计之中作为“微卫星”使用。
如：Astrid-1 and Astrid-2，除此之外还有最近宣布为LauncherOne设计的卫星集合。

#### 微型卫星运载火箭
目前许多商业军事承包公司正在开发微卫星运载火箭来满足越来越有针对性的微卫星发射需求。尽管微卫星多年来一直是作为二级有效载荷来搭乘较大航天器来发射，但这种方法不能满足有独特的轨道和发射定时要求的许多日益复杂的小型卫星所需的要求。
2012年7月，维珍银河公司发布LauncherOne，一个设计用来发射主要有效载荷为100公斤到低地球轨道“小卫星”的轨道运载火箭，并与预计将在2016年发射小卫星的几个商业客户签约，如GeoOptics，Skybox Imaging，Spaceflight Services，and Planetary Resources。Surrey Satellite Technology和Sierra Nevada Space Systems正在开发的卫星平台宣布将“优化对LauncherOne的支持”。
维珍银河公司于2008年年末就开始讨论发射者一号的概念，并从2015年开始，当维珍载人航天飞行器项目已多次延迟且于2014年遭遇灾难性事故的同时将其（指发射者一号）变成了维珍核心商业计划的一个主要部分。
2012年12月，DARPA宣布，Airborne Launch Assist Space Access计划将为另一个预计释放由24具有米级的高成像分辨率的微型卫星（约20公斤）组成的星座的DARPA微卫星计划提供火箭助推器。方案于2015年12月取消。
2013年4月，Garvey Spacecraft获得了20万美金的合同来发展他们的勘探者18亚轨道运载火箭技术，使之从能够将10公斤有效载荷送入250公里的轨道发展为有更多功能的NMSLV集群，能够将20公斤有效载荷送入450公里的轨道。
波音小型发射载具是三阶段式空载发射载具的概念，它是为了发射45公斤及以下的小型负载至低地轨道。这项目推测会使美国军事小型卫星发射成本低至每次发射30萬美元（每公斤7000美元），并且一旦立项，以2012年为始，2020年将有望实现。
瑞士公司瑞士太空系统（S3）日前宣布，2013年计划开发命名为SOAR的亚轨道太空飞机，其能够把高达250公斤有效载荷送入低地球轨道。
西班牙公司PLD space于2011年创立，有研发低成本载具的设想。这种载具称作ARION-1和ARION-2，能搭载150公斤的负载至轨道。

### 纳卫星
通称“nanosatellite”或“nanosat”，通常指湿重1-10公斤的人造卫星。实际设计以及方案上，它們应该逐粒发射，或者由几粒纳卫星同组运作，在此情况下，有时通称“卫星群”或者“分级航天器”。一些设计要求一个大型“母”卫星与控制者通信，或者用于发射与对合纳卫星。
经过电子技术的小型化与性能提高的发展以及一系列有关卫星设想的运用，纳卫星的有关商业用途的能力不断提高，而这些商业需求在此前大多由微卫星满足。例如，6u立方星标准出爐讓由5粒156公斤快影地球成像卫星组成的卫星群可由一粒35.8公斤的地球影像卫星群取代。显著提高同一成本的重访次数：地球每片区域能在每隔3.5小时重复照下，而非快影的每次24小时。此外，纳卫星能让更多国家拥有他们自己的卫星以收集低峰期（无灾）影像数据。
如：ExoCube(CP-10)
纳卫星研发者与生产者包括GomSpace，NanoSpace，Spire，Surrey Satellite Technology，NovaWurks，Dauria Aerospace，Planet Labs.

#### 纳卫星市场
2014前的十年只有75颗纳卫星发射。2013年11月至2014年1月的3个月间，发射率持续攀升达94颗。
使用纳卫星的一个挑战是如何以划算的成本将这么一个小型卫星运送到任何一个超出低地轨道的地方。2014年晚期，方案发展成专门地设计大型航天器以成群运送纳卫星至超出地球轨道轨道的范围，例如用于远距离小行星探索。
2014年7月开始已有超过1000粒纳卫星计划在未來5年发射。

#### 超小型卫星运载火箭
随着技术进步的出现小型化，以及2010年代私人太空飞行计划增加的资本投入，一些初创公司开始寻求与开发各种超小型卫星有效载荷运载火箭（NLV）技术的机会。
将发射或正在设计的NLV包括：
- 维珍银河LauncherOne upper stage，拟类似如SpaceShipTwo般于WhiteKnightTwo从空中发射。[22]
- Ventions Nanosat的upper stage。[23]
- Nammo/Andøya North Star（为10公斤有效载荷提供的极地轨道发射器）[24]
- 截至2013年4月，加维航天器不断发展的勘探者18亚轨道运载火箭技术转化为能够提供10公斤有效载荷送入250公里的轨道的轨道NANOSAT运载火箭。[25]
- Generation Orbit正在开发一种空中发射火箭能将纳卫星和低于50公斤的微卫星送至低地球轨道。

### 皮卫星
通称“picosatellite”或“picosat”（勿与微卫星的PicoSat系列搞混）通常是指湿重在0.1-1公斤的人造卫星，尽管它有时用作任何发射重量低于1公斤的卫星的名称。这一类型的实际设计与概念通常都会有多个皮卫星同组运作（有时称作“成簇”）。一些设计要求一个大型“母”卫星以用作与地面控制中心通信或者用作发射与对接皮卫星。CubeSat在设计上有着大约1公斤重，这是一个大型皮卫星（或最小型纳卫星）的例子。
皮卫星对DIY制作者來講是新选项。現時商业上可行的皮卫星全重0.1-1公斤，而现在可行的发射方案是负载低于1公斤的皮卫星花费12000-18000美元，这种皮卫星只有约罐裝飲品大小。

### 飞卫星
通称“femtosatellite”或“femtosat”，通常是指湿重在10至100克的人造卫星。就像皮卫星，它的一些设计亦要求一个大型“母”卫星与地面控制中心通信。
3种原型“芯卫星”已随奋进号于2011年5月的最后一次任务飞抵国际空间站。它们测试与国际空间站外平台MISSE-8连接。2014年3月，纳卫星KickSat搭载猎鹰9火箭发射，此次任务为投放104颗飞卫星大小的芯卫星，或称“Sprites”。ThumbSat是另一个计划于2016年发射飞卫星的项目。

## 技术挑战
小卫星通常需要革新的推进，姿态控制，通信和星务系统。
大卫星通常用单元推进剂或双组元推进剂来完成推进和姿态控制任务；这些系统是复杂的，并且需要最小量表面积来散热。这些系统可以在较大的小型卫星使用，而其它微/纳卫星必须用诸如电力推进，压缩气体推进，液体推进如丁烷或二氧化碳这类简单的便宜的可扩展的创新推进系统。
小型卫星可以用传统的无线电系统的超高频、甚高频、S波段和X波段，尽管与较大的卫星相比，小卫星通常用最新的技术。微小卫星如纳卫星和微卫星可能缺乏传统无线电所需电源供应或质量，虽然提案了激光接收器，天线阵列和卫星到卫星通信网络等各种小型化的创新通訊系统，这些技术很少在实践中得到证明。
电子产品需要经过严格测试和修改，来监测其抵抗外部空间环境（真空，微重力，极端温度和辐射暴露）的能力。微型卫星提供了一个廉价的测试新硬件的机会。此外，由于任务中的总体成本风险低得多，因此可以将更多的最新但较少空间验证的技术投入到微米和纳米级卫星任务中，来降低未来在更大，更昂贵的任务中的风险。

## 引用
1. ↑  Konecny, G.  (PDF). （原始内容存档 (PDF)于2016-10-08）.
2. ↑   (PDF). annual market assessment series. Atlanta, Georgia: SEI: 18. January 2014  [18 February 2014]. （原始内容 (PDF)存档于2014-02-22）.
3. ↑  Foust, Jeff. . Space News. 12 June 2015  [13 June 2015].
4. ↑  Messier, Doug. . Parabolic Arc. 2 March 2015  [8 March 2015]. （原始内容存档于2015-03-05）.
5. ↑  . Firefly Space Systems.   [9 May 2014]. （原始内容存档于2014年5月9日）.
6. ↑  . Rocket Lab. 15 February 2016  [2017-02-11]. （原始内容存档于2016-07-17）.
7. ↑  Peláez, Javier. . Yahoo.   [19 April 2016]. （原始内容存档于2016-03-05）.
8. ↑  . Defense Industry Daily. 30 June 2011  [12 December 2012]. （原始内容存档于2012-12-13）.
9. ↑  Boyle, Alan. . NBC News. 4 June 2015  [5 June 2015]. （原始内容存档于2015-06-05）.
10. ↑  Gruss, Mike. . Space News. 21 March 2014  [24 March 2014]. （原始内容存档于2014-03-24）.
11. ↑  . NewSpace Journal. 12 July 2012  [11 July 2012]. （原始内容存档于2012-07-15）.
12. ↑  Burn-Callander, Rebecca. . UK Telegraph. 22 August 2015  [24 August 2015]. （原始内容存档于2020-11-22）.
13. ↑  Lindsey, Clark. . NewSpace Watch. 19 December 2012  [22 December 2012]. （原始内容存档于2013-05-26）.
14. ↑  Gruss, Mike. . SpaceNews. 30 November 2015.
15. ↑  Norris, Guy. . Aviation Week. 21 May 2012  [23 May 2012]. （原始内容存档于2013-03-26）.
16. ↑  Painter, Kristen Leigh. . The Denver Post. 8 October 2013  [21 October 2013]. （原始内容存档于2013-10-11）.
17. ↑  Verhoeven, C.J.M.; Bentum, M.J.; Monna, G.L.E.; Rotteveel, J.; Guo, J. . Acta Astronautica. April–May 2011, 68 (7-8): 1392–1395. doi:10.1016/j.actaastro.2010.10.002.
18. ↑  Tsitas, S. R.; Kingston, J. . The Aeronautical Journal. February 2012, 116 (1176): 189–198  [15 September 2012].
19. ↑  Barron, Rachel. . The Gaurdian. 6 April 2015  [21 April 2016]. （原始内容存档于2016-04-28）.
20. ↑  Messier, Doug. . Parabolic Arc. 11 October 2013  [13 October 2013]. （原始内容存档于2013-10-13）.
21. ↑  Cheredar, Tom. . VentureBeat. 9 October 2013  [13 October 2013]. （原始内容存档于2020-10-26）.
22. ↑  Amos, Jonathan. . BBC News. 11 July 2012  [13 July 2012]. （原始内容存档于2012-07-13）.
23. ↑  Messier, Doug. . Parabolic Arc. 2 July 2012  [29 November 2012]. （原始内容存档于2012-07-05）.
24. ↑  Lindsey, Clark. . NewSpace Watch. 28 January 2013  [28 January 2013]. （原始内容存档于2013-06-20）.
25. ↑  Messier, Doug. . Parabolic Arc. 4 April 2013  [5 April 2013]. （原始内容存档于2013-04-09）.
26. ↑  . KK Technium.   [12 December 2012]. （原始内容存档于2012-12-13）.
27. ↑  Tristancho, Joshua; Gutierrez, Jordi.  (PDF). Universitat Politecnica de Catalunya. 2010: 3  [12 December 2012]. （原始内容存档 (PDF)于2013-07-03）.
28. ↑  Elizabeth Simpson. . Cornell Chronicle. 16 May 2011  [6 December 2012]. （原始内容存档于2012-12-09）.
29. ↑  Clark, Stephen. . Spaceflight Now. 13 April 2014  [15 May 2014]. （原始内容存档于2014-05-16）.
30. ↑  . European Space Agency.   [15 May 2014]. （原始内容存档于2014-05-16）.
31. ↑  Jon Lackman. . Wired. 13 October 2015  [21 February 2016]. （原始内容存档于2020-12-03）.